# Ghana ved sommer-OL 2008
Ghana ved sommer-OL 2008. Ni sportsudøvere, otte mænd og en kvinde fra Ghana deltog i to sportsgrene, atletik og boksning under Sommer-OL i Beijing. De vandt ikke nogen medaljer.

## Medaljer
| 2008 Beijing | Guld | Sølv | Bronze | Total |
| Ghana        | 0    | 0    | 0      | 0     |

## Atletik

### Mænd
| Gren        | Udøver | Heat runde 1 | Heat runde 1 | Heat runde 2    | Heat runde 2    | Semifinale      | Semifinale      | Finale          | Finale          |
| Gren        | Udøver | Resultat     | Nr.          | Resultat        | Nr.             | Resultat        | Nr.             | Resultat        | Nr.             |
| ----------- | ------ | ------------ | ------------ | --------------- | --------------- | --------------- | --------------- | --------------- | --------------- |
| Aziz Zakari | 100 m  | 10,34        | 33           | 10,24           | 23              | Gik ikke videre | Gik ikke videre | Gik ikke videre | Gik ikke videre |
| Seth Amoo   | 200 m  | 20,91        | 33           | Gik ikke videre | Gik ikke videre | Gik ikke videre | Gik ikke videre | Gik ikke videre | Gik ikke videre |

### Kvinder
| Gren      | Udøver | Heat runde 1  | Heat runde 1  | Heat runde 2    | Heat runde 2    | Semifinale      | Semifinale      | Finale          | Finale          |
| Gren      | Udøver | Resultat      | Nr.           | Resultat        | Nr.             | Resultat        | Nr.             | Resultat        | Nr.             |
| --------- | ------ | ------------- | ------------- | --------------- | --------------- | --------------- | --------------- | --------------- | --------------- |
| Vida Anim | 100 m  | 11,47         | 27            | 11,32           | 14              | 11,51           | 16              | Gik ikke videre | Gik ikke videre |
| Vida Anim | 200 m  | Startede ikke | Startede ikke | Gik ikke videre | Gik ikke videre | Gik ikke videre | Gik ikke videre | Gik ikke videre | Gik ikke videre |

## Boksning
| Udøver                | Gren         | 16. delsfinale                    | 8. delsfinale            | Kvartfinale         | Semifinale          | Finale              |                 |
| Udøver                | Gren         | Modstander Resultat               | Modstander Resultat      | Modstander Resultat | Modstander Resultat | Modstander Resultat |                 |
| --------------------- | ------------ | --------------------------------- | ------------------------ | ------------------- | ------------------- | ------------------- | --------------- |
| Manyo Plange          | Letfluevægt  | Tanamor (PHI) · W 6:3             | Carvalho (BRA) · L 12:21 | Gik ikke videre     | Gik ikke videre     | Gik ikke videre     | Gik ikke videre |
| Issah Samir           | Bantamvægt   | Manzanilla Rangel (VEN) · L 10:13 | Gik ikke videre          | Gik ikke videre     | Gik ikke videre     | Gik ikke videre     |                 |
| Prince Dzanie         | Fjervægt     | Torriente (CUB) · L 2-11          | Gik ikke videre          | Gik ikke videre     | Gik ikke videre     | Gik ikke videre     |                 |
| Samuel Kotey Neequaye | Superletvægt | Saunders (GBR) · L KO (1:24)      | Gik ikke videre          | Gik ikke videre     | Gik ikke videre     | Gik ikke videre     |                 |
| Ahmed Saraku          | Mellemvægt   | Hakobyan (ARM) · L 8:14           | Gik ikke videre          | Gik ikke videre     | Gik ikke videre     | Gik ikke videre     |                 |
| Bastir Samir          | Letsværvægt  | Dauda (NGR) · W RSC               | Silva (BRA) · L 7:9      | Gik ikke videre     | Gik ikke videre     | Gik ikke videre     | Gik ikke videre |